# François Cavé
Pour les articles homonymes, voir Cavé.
François Cavé est un industriel français, inventeur de machines à vapeur, né au Mesnil-Conteville le 12 septembre 1794 et mort à Condé-Sainte-Libiaire le 6 mars 1875.

## Biographie
François Cavé a effectué un apprentissage chez un charpentier, un menuisier, un serrurier et un fabricant de moulins, cribles et tarares. En 1811, il est parti compléter son apprentissage à Paris. En 1814, son chien Argus a joué dans une pièce de théâtre Le chien de Montargis[réf. nécessaire]. Grâce aux émoluments perçus il acheta des outils et se présenta chez M. Collier, constructeur-mécanicien, puis chez M. Hinderlang, filateur où il remplaça un moteur manège par une machine à vapeur oscillante. Il créa ensuite une deuxième machine oscillante pour l'imprimerie Didot.
Il ouvre ensuite ses propres ateliers dans le quartier de la Goutte-d'Or où il fabriqua :
- des locomotives : la Gauloise, Clapeyron[2], Edwards, Forquenot, chemin de fer de l'Ouest, Tourneux ;
- des navires pour la navigation fluviale : le Casimir, l'Aaron-Mamby, le Commerce et l'Hirondelle ;
- des bateaux et navires : le Théodore, le Ville de Corbeille, les Dorades, le Zampa, les Elbeuviens, les Aigles, l'Overtolz, le Leinheit, le Kraft.

La spécialité des ateliers Cavé était l'utilisation de machines oscillantes à très haute pression (7 atm.). Parmi ses inventions on peut citer : 
- une machine à percer mue directement de la vapeur ou tout gaz élastique (brevet du 11 juin 1836) ;
- une grue dite « Grue de Cavé » (1841), dont un exemplaire est conservé à Paris au musée des Arts et Métiers ;
- une soufflerie de hauts fourneaux ;
- des machines à faire des agglomérés de houilles et les briques (1850) ;
- du matériel des barrages du Nil, de la poudrerie du Pérou, de la monnaie du Chili ;
- des creusets en fer forgé ;
- des dragues et bateaux plongeurs ;
- des presses hydrauliques ;
- un bateau sous-marin ;
- un perforateur à air comprimé.

Son gendre, Louis Lemaître (mort avant 1851), dirigeait l'usine annexe de La Chapelle Saint-Denis de l'usine de François Cavé située rue Cavé. Pendant douze ans, il a été chargé d'exécuter les grands travaux pour les appareils à vapeur de l'État confiés à François Cavé.
Il était propriétaire du château de Notz sur la commune de Saulnay[réf. nécessaire].
François Cavé est inhumé le 10 mars 1875 à Paris au cimetière de Montmartre 25e division,.

## Locomotives Cavé
Les premières lignes de chemin de fer partant de Paris sont des lignes courtes, de 18  à   20 km, permettant la balade des Parisiens : ligne Paris-Saint-Germain-en-Laye, ligne Paris-Versailles rive gauche et ligne Paris-Versailles rive droite. Si les premières locomotives pour la ligne de Saint-Germain sont fabriquées en Angleterre — du type Stephenson « Patentee » —, dès 1839-1840 les premières locomotives de fabrication française sont livrées par les ateliers Schneider du Creusot et de François Cavé de Paris. L'atelier de François Cavé installé en haut du faubourg Saint-Denis employait 600 ouvriers et couvrait 2 ha en 1840.
En 1837, il réalise six locomotives pour le chemin de fer de Paris à Saint-Germain. La plus fameuse était La Gauloise. Elles étaient du type « Patentee » avec quelques améliorations sur la distribution de la vapeur. Mais assez rapidement François Cavé a abandonné ce secteur pour s'intéresser aux machines à vapeur marines, y compris transatlantiques.
Il a cependant continué à travailler pour l'industrie ferroviaire dans le domaine des essieux. Sa connaissance de la confection des arbres de machines à vapeur lui a permis de fabriquer des essieux en employant ses gros marteaux au forgeage des essieux d'une seule pièce. Cavé a fourni aux ateliers des Compagnies des marteaux Cavé.

## Distinction
François Cavé est nommé chevalier de la Légion d'honneur le 13 juillet 1834.

## Hommage

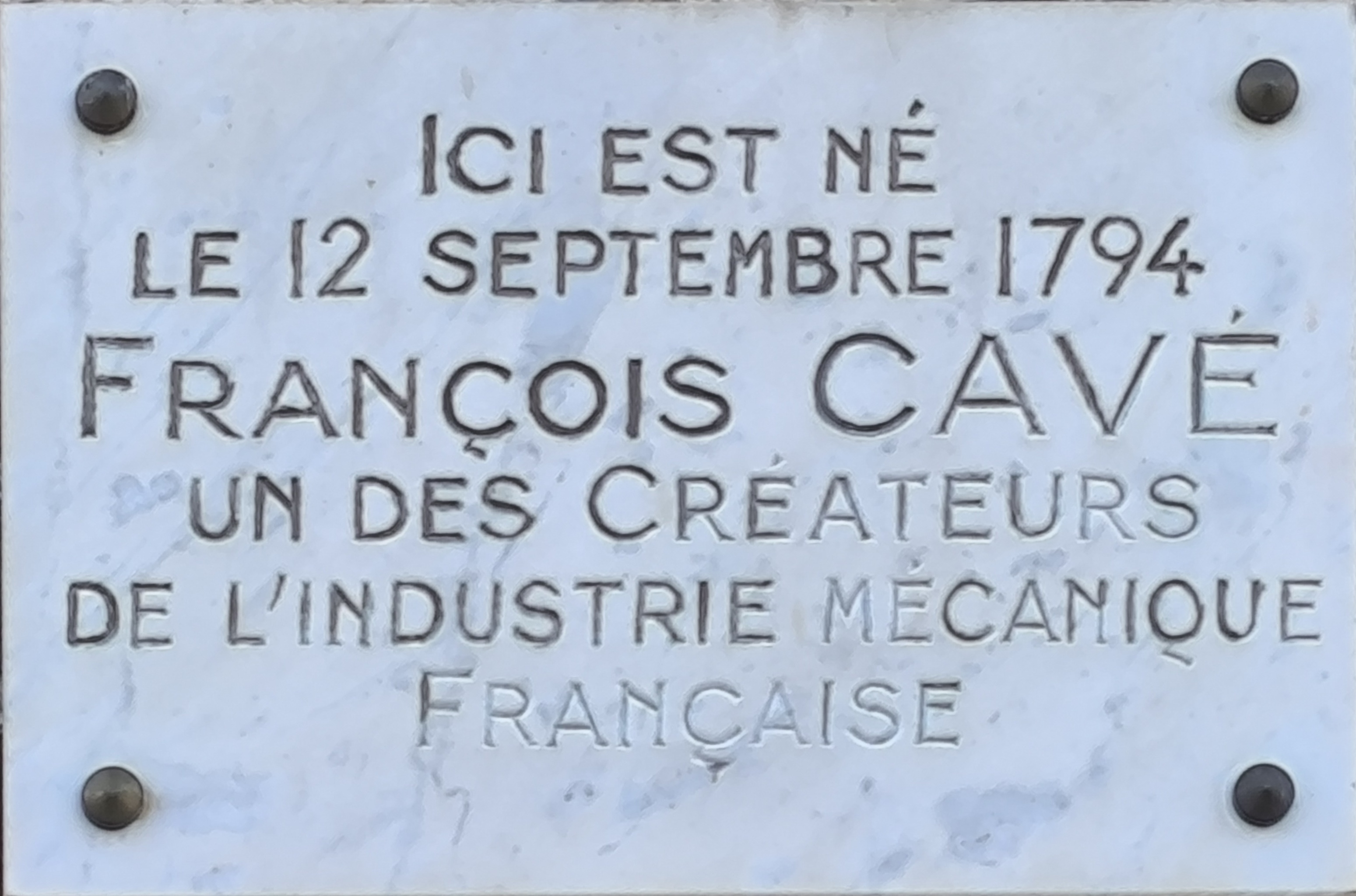
Plaque commémorative posée sur la mairie du Mesnil-Conteville.

Il existe une rue Cavé dans le 18e arrondissement de Paris.